# Shannon Boxx
Shannon Leigh Boxx (ur. 29 lipca 1977 w Fontanie) – amerykańska piłkarka, była zawodniczka University of Notre Dame, reprezentantka Stanów Zjednoczonych, uczestniczka Mistrzostwa Świata 2003 w USA (III miejsce) i 2007 w Chinach (III miejsce), złota medalistka Letnich Igrzysk Olimpijskich 2004 w Atenach, złota medalistka Letnich Igrzysk Olimpijskich 2008 w Pekinie oraz złota medalistka Letnich Igrzysk Olimpijskich 2012 w Londynie.
Jako pierwsza w historii kraju, strzeliła gola w swoich pierwszych trzech meczach jako reprezentantka USA.
Młodsza siostra złotej medalistki z Aten w softballu, Gillian Boxx.